# Jak oni śpiewają (singel Krzysztofa Respondka)
Jak oni śpiewają – Płyta (maxi-singel) Krzysztofa Respondka wydana 5 czerwca 2008. Na płycie znalazły się dwie piosenki, które artysta wykonywał w programie: "Szczęśliwej drogi już czas" (śpiewana w trzecim odcinku, średnia 6.0) i "Spokojnie Polsko" (parodia piosenki do przodu Polsko (śpiewana w dwunastym odcinku, średnia 6.0). Płyta była nagrodą za zwycięstwo w trzeciej edycji programu Jak oni śpiewają.

## Lista utworów
1. "Szczęśliwej drogi, już czas" (oryginalny wykonawca: Ryszard Rynkowski)
2. "Spokojnie, Polsko" (parodia piosenki "Do przodu, Polsko") (oryginalny wykonawca: Marek Torzewski)